# Domino Harvey
Domino Harvey (London, 1969. augusztus 7. – Los Angeles, 2005. június 27.) Laurence Harvey, az elismert színész és Paulene Stone, az egykori modell leánya.

## Gyermekkora, ifjúsága
Domino 1969. augusztus 7-én született Londonban. Szupermodell édesanyja, Paulene Stone szépségét és apja, a színész Laurence Harvey temperamentumát örökölte. Már gyermekkorában fellázadt a konvenciók, a nagyzással teli élet ellen, s lázadását csak tovább erősítette édesapja halála, melyet négyéves gyermekként volt kénytelen elviselni. Édesanyja, hogy megnevelje a vadóc lányt egy bentlakásos iskolában helyezte el, de sem az iskola, sem az őt körülvevő társadalmi réteg nem tudta csillapítani olthatatlan szenvedélyét.

## Karrier
Domino modellkedéssel kezdte karrierjét Londonban. Saját bevallása szerint gyűlölte ezt a munkát, és hamarosan ott is hagyta sikeres modellkarrierjét hogy inkább pólókat áruljon a mára megszűnt Kensington Marketen. Később a színészettel is megpróbálkozott, leckéket vett a hírneves Lee Strasberg drámaiskolában.
1989-ben Hollywoodba ment, ahogy mondta: „új izgalmakat” keresve. Onnan San Diegóba állt tovább, ahol a helyi tűzoltóság szolgálatába állt. 1994-ben visszaköltözött Nyugat-Hollywoodba, és csatlakozott a fejvadászokat foglalkoztató Celes King Bail Bond Agencyhez, hogy Los Angeles hírhedt bandanegyedében olyan bűnözők nyomába eredjen, akiket gyilkosságért, fegyveres rablásért köröztek.

## Problémák
A gazdag, híres emberek világába született, egy gazdag társadalmi rétegbe, melybe sosem tudott beilleszkedni. Mindig dacolt a konvenciókkal.
Harvey  drogfüggő volt, amiért biszexuális édesapját hibáztatta, mert szerinte az elutasította őt.
1997-ben két évre bevonult egy hawaii rehabilitációs intézetbe, ahol sikerült úrrá lennie betegségén, ám mint a drogfüggők többsége visszaeső volt. Halála előtt egy hónappal letartóztatták Hollywoodban illegális kábítószer-kereskedelem miatt.

## A film
Életéről Domino címmel Tony Scott, Ridley Scott öccse, készített filmet Keira Knightley főszereplésével. A film folyamán Domino (Keira Knightley) visszaemlékezéseiből ismerjük meg a gyermekkorát, majd ahogy élete váratlan fordulatot vesz, amikor rátalált egy profi fejvadászokat kiképző iskolára. Édesanyját nem csupán ez rémisztette meg. Domino nem csupán a munkába szeretett bele; ekkora már társai jelentették számára a családot. Megtalálta igazi hivatását, s csatlakozott egy igen színes csapathoz: társa lett egy kegyetlen figura, Mosbey (Mickey Rourke), egy faragatlan, de vonzó férfi Choco (Edgar Ramirez), s Alf (Rizwan Abbasi) egy afgán menekült, aki a robbanóanyagok szakértője, valamint sofőrjük.
Hamarosan megkezdik munkájukat; óvadék ellenében szabadlábra helyezett, a törvény szigora elől menekülő bűnözőket üldöznek. Nem sokkal később Mark Heiss (Christopher Walken), a neves producer megkeresi a csapatot, hogy vegyenek részt egy valóságshowban.
Ezt követően már kamerával követik őket az akciók helyszínére, az ügy azonban kezd egyre bonyolultabbá válni; végül a fejvadászok is egy FBI-nyomozás kellős közepébe csöppennek.A rendkívüli sorstörténet hollywoodi klisékkel történt átalakítása után forgatták le 30 millió font költségvetésű filmet, melyet 2005 augusztusában mutattak be. Domino már nem élte meg a film bemutatóját.

## Halála
2005. június 27-én hétfőn este fél tizenegykor segélykérő hívást kapott a Los Angeles-i seriffiroda Harvey otthonából, a telefonáló azt mondta, hogy Domino valószínűleg belefulladt a kádba.
A rohammentősök eszméletlenül találták, és azonnal kórházba szállították, de már nem tudták megmenteni az életét. 35 éves korában heroin-túladagolásban halt meg.
Tony Scott mondta róla: „Olyannyira szabad szellemű volt, mint senki más, akit ismerek.”